# 1384 Kniertje
1384 Kniertje este un asteroid din centura principală, descoperit pe 9 septembrie 1934, de Hendrik van Gent.